# Ptilothrix fuliginosa
Ptilothrix fuliginosa là một loài Hymenoptera trong họ Apidae. Loài này được Friese mô tả khoa học năm 1910.